# مطار كينمن
مطار كينمن (بالصينية: 金門機場)(إياتا: KNH، إيكاو: RCBS) هو مطار يقع في مدينة كنمن مقاطعة فوجيان في تايوان.

## شركات الطيران والوجهات
| شركـات طيـران        | الوجهات                                                                                     |
| -------------------- | ------------------------------------------------------------------------------------------- |
| خطوط ماندارين الجوية | مطار تايتشونغ، مطار تايبيه سونغشان، مطار كاوهسيونغ الدولي                                   |
| Uni Air              | Chiayi، مطار كاوهسيونغ الدولي، مطار ماغونغ، مطار تايتشونغ، مطار تاينان، مطار تايبيه سونغشان |